# Област Игу
Област Игу (јап. 伊具郡) Igu-gun се налази у префектури Мијаги, Јапан. 
2003. године, у области Игу живело је 17.139 становника и густину насељености од 62,70 становника по км². Укупна површина је 273,34 км².

## Вароши и села
- Марумори